# 甯化龍
甯化龍（1549年—1599年），字文明，號雲田，直隸保定府安州新安縣人，民籍，明朝政治人物。

## 生平
萬曆四年（1576年）丙子科順天鄉試第七十二名舉人，五年（1577年）中式丁丑科會試第二百四十二名，三甲第二百三十三名進士。次年授中書舍人，七年册封周藩，十年遷工部都水司員外郎，巡视慈宁宫、养心殿诸工程，十二年督理京城街道，同年榷税荆州，十五年督修胡良、巨馬二桥，完工后，赏赐白金、文绮，升虞衡司郎中，加俸一级。十七年二月升山西按察司副使，兵备赤城，十八年調陝西按察司副使，兵备潼关，二十年五月升山西右參政，理屯粮，二十四年二月升陝西按察使，二十六年五月升山西右布政使，二十七年三月升陝西左布政使，便道歸鄉，到家而卒，享年五十一。

## 家族
曾祖甯海；祖父甯志本；父甯節，曾任散官。母吳氏。重慶下。兄甯躍龍，弟甯雲龍、甯攀龍。